# Лаэлатуский лесолуг
Ла́элатуский лесолу́г, лесолу́г Ла́элату (эст. Laelatu puisniit) — лесолуг в западной части Эстонии. Один из самых больших сохранившихся лесолугов в Северной Европе. Имеет самый богатый фитоценоз как в Эстонии, так и во всей Северной Европе.

## География
Расположен в волости Ляэнеранна уезда Пярнумаа, в 3 километрах к северо-востоку от посёлка Виртсу. Окружён заливами Раме и Мыйза и озёрами Касселахт и Хейнлахт. Входит в состав заповедника Пухту-Лаэлату и находится в его северной части. До него можно дойти вдоль насыпи железной дороги Рапла—Виртсу, действовавшей в 1931—1968 годах. Для изучения экосистемы лесолуга на его территории работает Лаэлатуская биологическая станция.

## История
В первой половине XX века лесолуга были визитными карточками ландшафтов Западной Эстонии. Главными предпосылками их возникновения и сохранения являются регулярное
выкашивание, вырубка кустарника и прочие трудоёмкие работы. Из-за интенсивного развития сельского хозяйства во второй половине XX века количество лесолугов в Эстонии стало сокращаться.

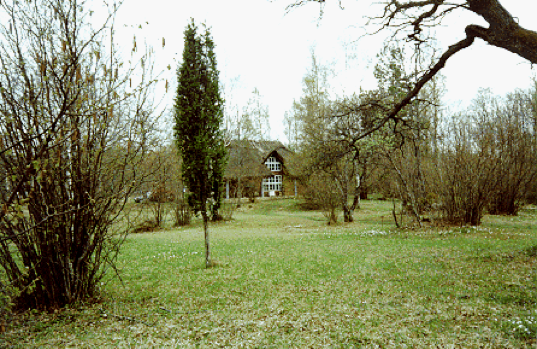
Лаэлатуская биологическая станция, фото до 2007 г.

В 1961—1981 годах на Лаэлатуском лесолугу вёл постоянные исследовательские работы советский ботаник Кальо Порк (1930—1981). По его инициативе на территории лесолуга началось возведение здания биологической станции. Его строил местный лесничий Эльмар Вескер в 1982—1984 годах. Станция начала работать в 1985 году под руководством биолога и семиотика Калеви Кулля.
Эксперимент по изучению преемственности лесо-лугового растительного сообщества, начатый в 1961 году, является самым продолжительным ботаническим исследование в Эстонии и одним из самых продолжительных в мире; он рассчитан на века.
2 октября 2015 года вместо сгоревшей в 2007 году старой исследовательской станции была открыта Лаэлатуская биологическая станция Тартуского университета. За время между 2007 и 2015 годами в Лаэлату велись только полевые исследования.

## Описание
Лесолуг Лаэлату столетиями использовался для сенокоса и — по краям — для выпаса домашнего скота. Поскольку он находится в Западной Эстонии, где уровень земной поверхности поднимается на полтора миллиметра в год, на протяжении веков море постоянно отступало от него. Самые высокие места Лаэлату могли стать островками в море около 2 000 лет назад. Возможно, что такие места стали сразу использоваться как летние пастбища, из-за чего вполне вероятно, что в Лаэлату с самого начала стал образовываться лесолуг, и настоящего леса там никогда не было.
На лесолугу Лаэлату насчитывается 546 видов сосудистых растений и более 30 видов мхов. Это наиболее богатое растительное сообщество как в Эстонии, так и во всей Северной Европе. На одном квадратном метре Лаэлатуского лесолуга произрастает до 76 видов растений, и по этому показателю он занимает второе место в мире, уступая только низкотравному горному пастбищу в Аргентине (89 видов растений на 1 м2). В числе прочего, здесь растёт 2/3 всех видов орхидей в Эстонии.
Исследовательская территория состоит из 12 постоянных участков, каждый размером в 300 м2. За долгие годы природу Лаэлату изучало множество эстонских и зарубежных природоведов, и эту территорию можно считать одной из самых исследованных в Эстонии.
Как отметил в сборнике научных статей «Laelatu ajalugu ja loodus» («История и природа Лаэлату»), изданном в 9-й серии Maritima в 2013 году, эстонский ботаник Тоомас Кукк, богатство растительного сообщества в Лаэлату в последние годы уменьшается.

Лесолуг Лаэлату
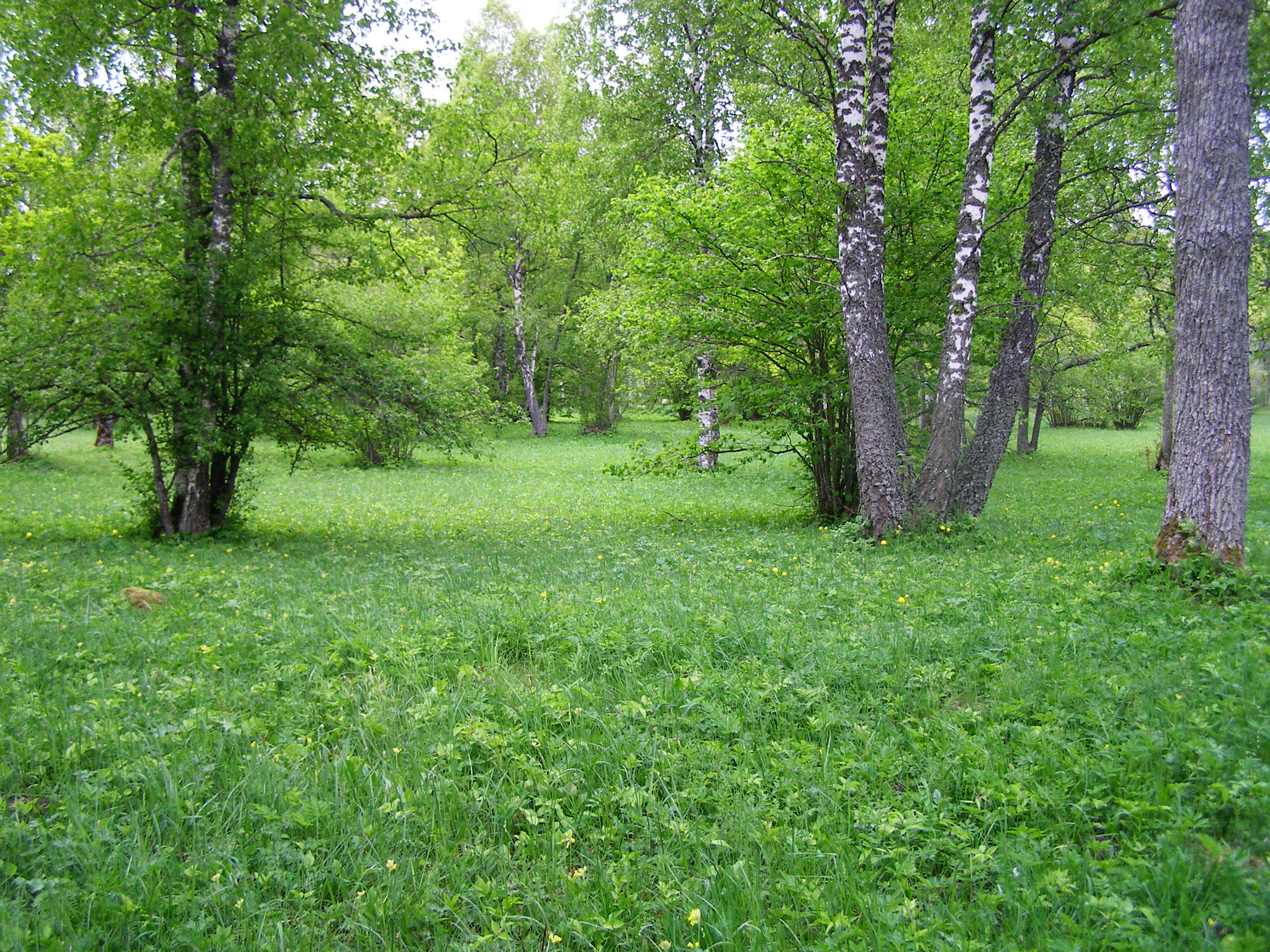
29 мая 2011 года
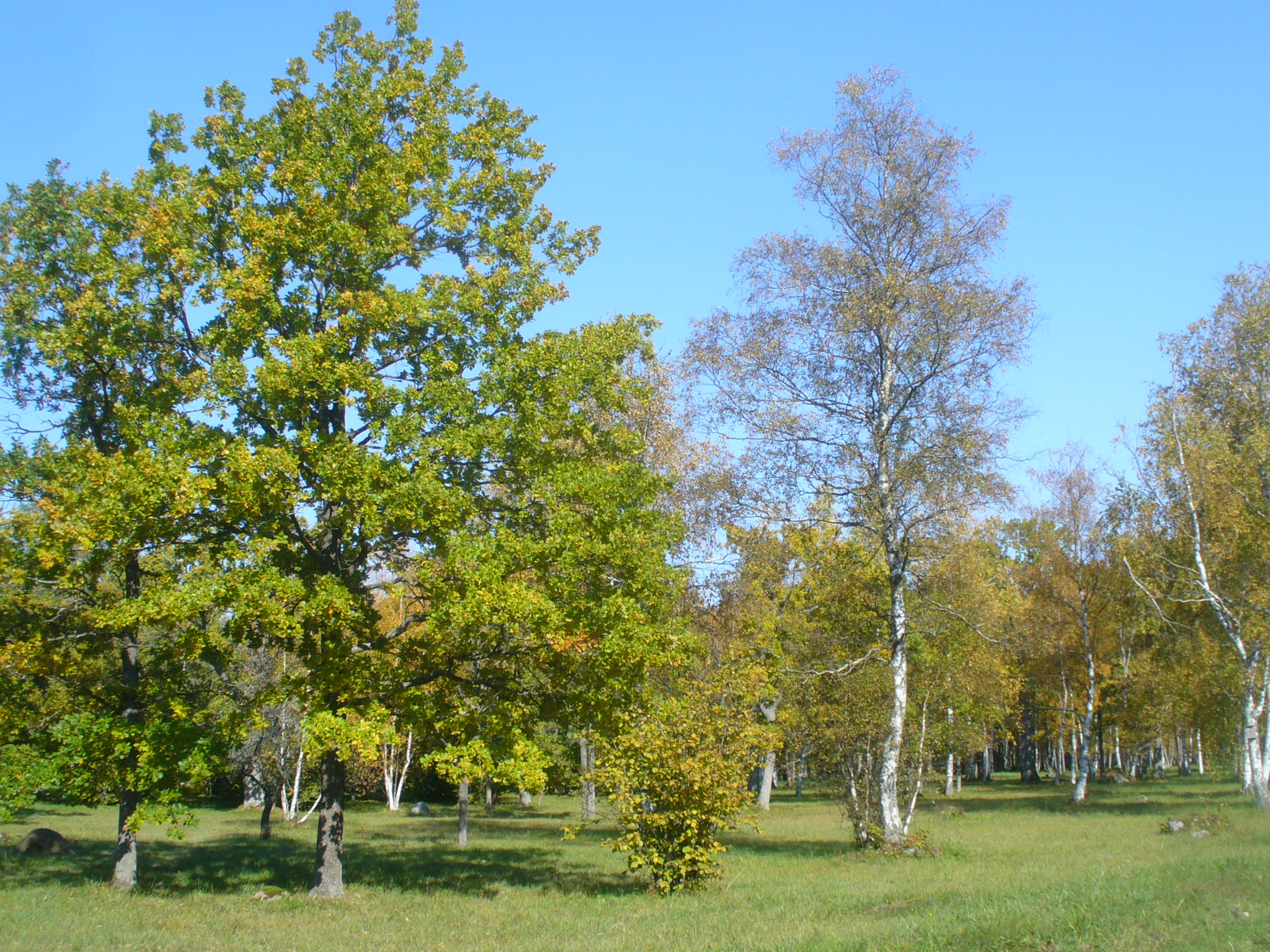
24 сентября 2008 года
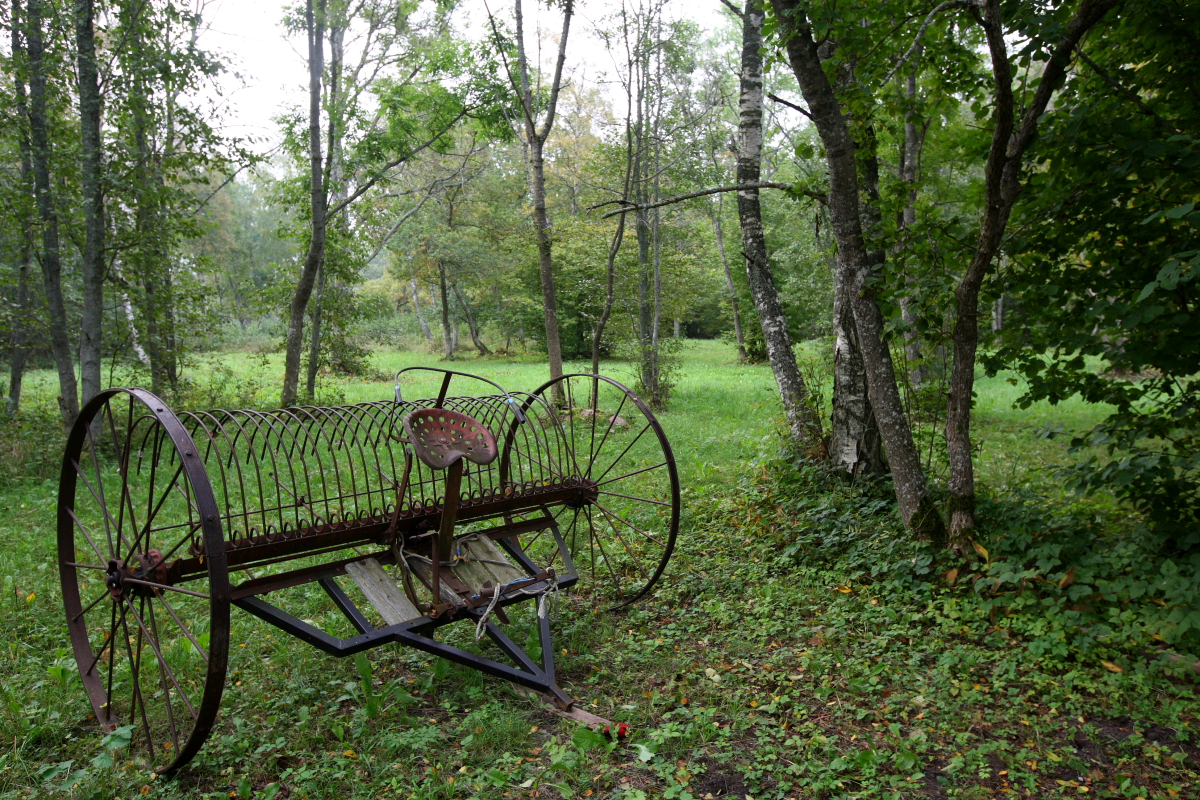
14 сентября 2010 года
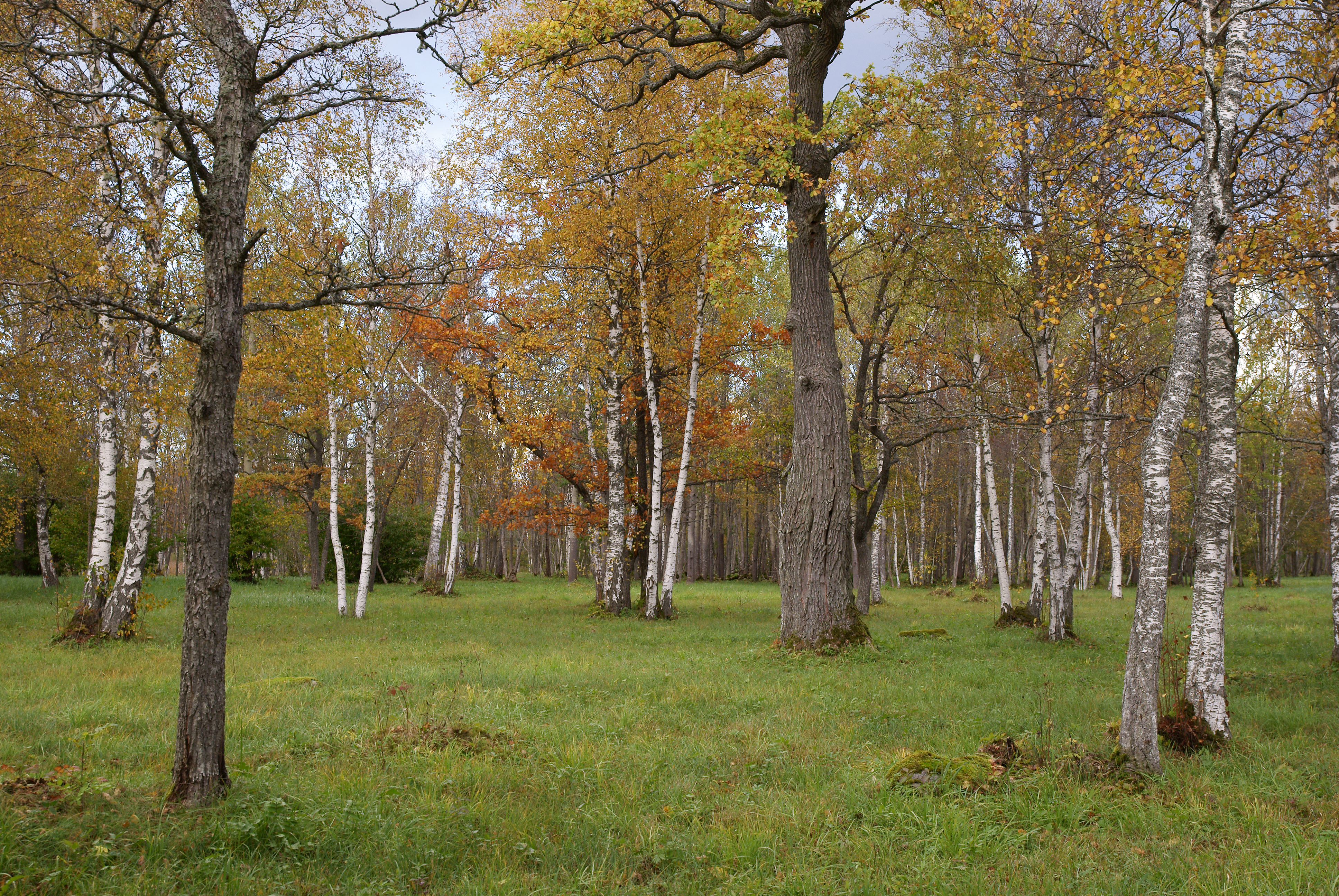
6 октября 2012 года